# Liste der Bodendenkmäler in Unterwössen
Auf dieser Seite sind die Bodendenkmäler in der oberbayerischen Gemeinde Unterwössen zusammengestellt. Diese Tabelle ist eine Teilliste der Liste der Bodendenkmäler in Bayern. Grundlage ist die Bayerische Denkmalliste, die auf Basis des Bayerischen Denkmalschutzgesetzes vom 1. Oktober 1973 erstmals erstellt wurde und seither durch das Bayerische Landesamt für Denkmalpflege geführt wird. Die folgenden Angaben ersetzen nicht die rechtsverbindliche Auskunft der Denkmalschutzbehörde.

## Bodendenkmäler in Unterwössen
| Lage                                | Objekt | Akten-Nr.     | Bild |
| ----------------------------------- | --- | ------------- | ---- |
| Rettenburg (Standort)               | Burgstall Rettenburg des hohen und späten Mittelalters.                                                                                                  | D-1-8240-0030 |      |
| St. Martin, Hauptstr. 41 (Standort) | Untertägige spätmittelalterliche und frühneuzeitliche Befunde im Bereich der katholischen Pfarrkirche St. Martin in Unterwössen und ihres Vorgängerbaus. | D-1-8240-0144 |      |